# Dominique Christophe Bazoche
Dominique Christophe Bazoche est un homme politique français né le 26 février 1757 à Saint-Mihiel (Meuse) et décédé le 29 octobre 1817 à Saint-Mihiel.

## Biographie
Procureur du roi du bailliage de Saint-Mihiel en 1782, il est administrateur du département de la Meuse pendant la Révolution, puis maire de Saint-Mihiel. Il devient procureur général près la cour de justice criminelle de la Meuse sous l'Empire. Il est député de la Meuse pendant les Cent-Jours, puis de 1815 à 1817, siégeant dans la minorité libérale.
Il est le frère de Claude Hubert Bazoche, député aux États-Généraux.

## Sources
- « Dominique Christophe Bazoche », dans Adolphe Robert et Gaston Cougny, Dictionnaire des parlementaires français, Edgar Bourloton, 1889-1891 [détail de l’édition]